# Claus von Bülow
Pour les articles homonymes, voir von Bülow.
Claus von Bülow, né Claus Cecil Borberg le 11 août 1926 à Copenhague et mort le 25 mai 2019 à Londres, est le principal protagoniste d'une retentissante affaire où il était accusé d'avoir tenté par deux fois d’assassiner sa femme afin de capter sa fortune.

## Famille
Claus von Bülow naît le 11 août 1926 dans la capitale danoise. Il est le fils du dramaturge danois Svend Borberg et de Jonna von Bülow, descendante d'une illustre famille de la noblesse allemande, les von Bülow, ruinée par la Première Guerre mondiale.
Claus prend le nom de sa mère au lendemain de la Seconde Guerre mondiale, lorsque son père est soupçonné de sympathies nazies durant  l'occupation du Danemark.
Il s'installe à Londres, est diplômé en droit au Trinity college de Cambridge puis est élève  et diplômé de l'Institut d'études politiques de Paris (« Sciences Po »). Il entame une carrière d'avocat et devient l'assistant du magnat pétrolier Paul Getty.
En 1966 il épouse à New York une riche héritière, Martha Sharp (dite Sunny) Crawford, née le 1er septembre 1932, appartenant à l'élite mondaine des Hamptons. Cette dernière est déjà mère de deux enfants nés de son premier mariage avec le prince Alfred von Auersperg, Annie-Laurie et Alexander. Elle possède une fortune considérable estimée à l'époque à 75 millions de dollars, sa famille s'étant enrichie dans l'énergie, tandis que Claus apporte le prestigieux nom de sa mère. Le couple mène grand train entre son appartement situé au no 960 de la très chic Ve Avenue de New York et son vaste et cossu manoir de Clarendon Court à Newport (Rhode Island). Le 15 avril 1967 naît leur fille Cosima.

## Affaire von Bülow

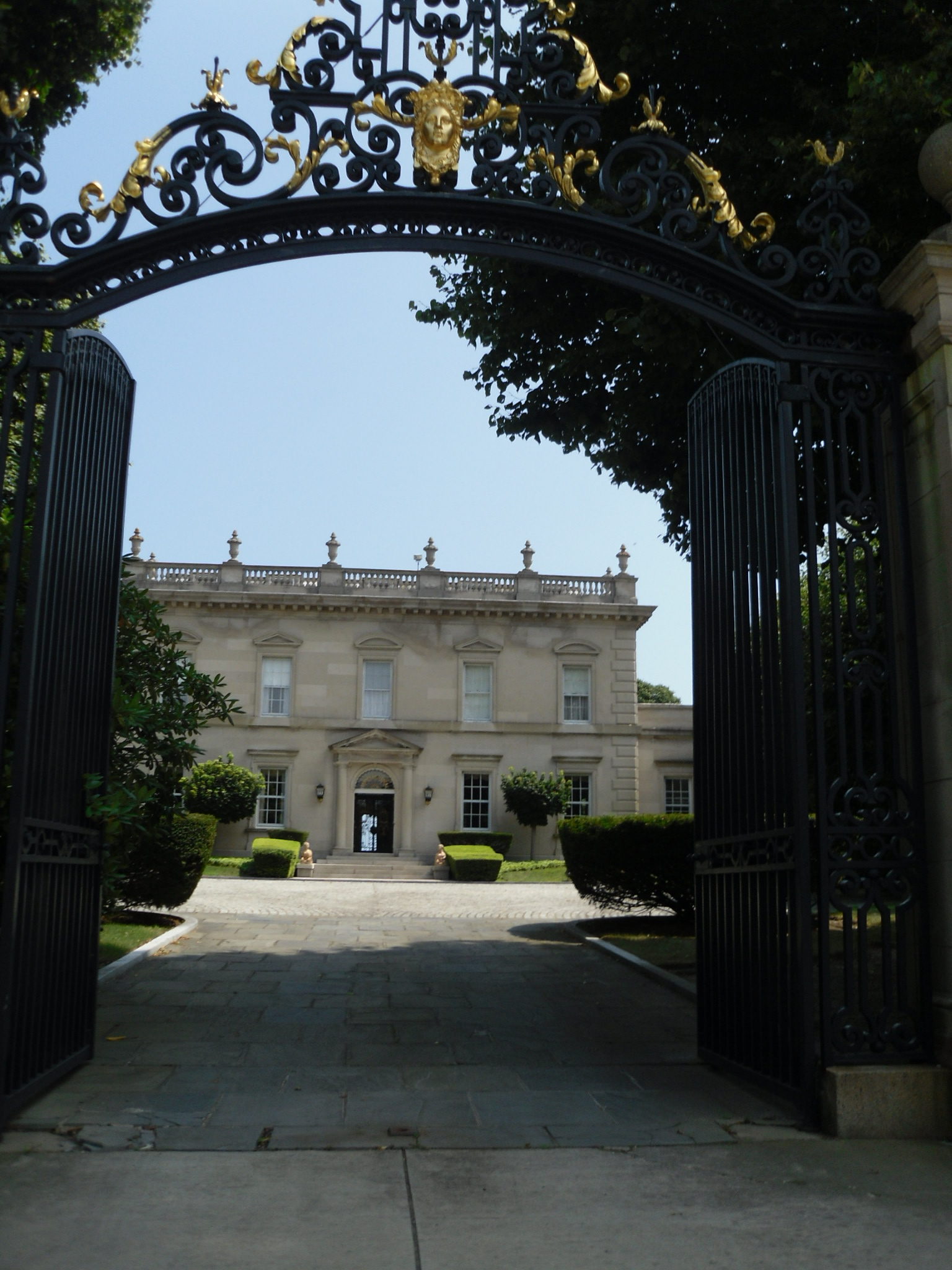
Le manoir de Clarendon Court à Newport où la femme de Claus von Bülow a été retrouvée inanimée; il s'agit du début de l'affaire von Bülow.

À la fin des années 1970, les médias rapportent que les époux von Bülow seraient sur le point de se séparer. Sunny von Bülow tombe dans la spirale de l’alcool et des médicaments. Sa santé décline. Elle est hospitalisée une première fois en 1979 après avoir ingurgité trop de médicaments. Le 27 décembre 1979, elle ne se réveille pas au matin. Elle ne reprend conscience que quelques jours plus tard. Les médecins diagnostiquent une forte hypoglycémie causée par une alimentation chaotique.
Elle se rétablit de ce mystérieux accident de santé mais, un an plus tard, le 21 décembre 1980, tandis que la famille séjourne dans sa demeure de Clarendon Court, Sunny von Bülow fait un second malaise. Mise au lit, elle est retrouvée inanimée, plusieurs heures plus tard, sur le sol de la salle de bains. Le verdict médical montre qu'elle a des lésions cérébrales trop importantes et qu'elle est désormais dans un état végétatif irréversible.
Très vite les soupçons se portent sur Claus von Bülow. Ses liens de plus en plus distendus avec son épouse, sa liaison avec l'actrice Alexandra Isles qui presse Claus de divorcer,, font, selon l'accusation, que Claus von Bülow aurait tenté d’assassiner sa femme afin de conserver la fortune de cette dernière. En cas de décès de sa femme, il était en effet prévu qu'il hérite 14 millions de dollars ; en revanche, en cas de divorce, il ne percevait rien. En juin 1981 il est inculpé de deux tentatives de meurtre.
En 1982 Claus von Bülow est jugé par le tribunal de Newport. L'accusation est essentiellement portée par les enfants du premier lit de Sunny von Bülow. Maria Schrallhammer, la femme de chambre, raconte avoir, lors du premier coma de sa patronne, tenté toute la journée de convaincre Claus von Bülow d'appeler un médecin, tandis que lui, indifférent, lisait sur son lit à côté de son épouse. La défense de Claus von Bülow est maladroite. Il est reconnu coupable d’avoir injecté à sa femme de l’insuline en surdose à l’aide d’une seringue retrouvée dans la demeure. Il est alors condamné à une peine de 30 ans d’emprisonnement. Loin d'être abattu, il verse une caution d'1 million de dollars pour être libéré et interjette appel. Il change d'avocat pour s'adjoindre les services d'Alan Dershowitz, professeur de droit à Harvard. Ce dernier accepte de défendre Claus von Bülow, bien qu'il soit persuadé de la culpabilité de son client.
Alan Dershowitz se montre pugnace et réussit à renverser la situation. Il accable Sunny von Bülow sur ses addictions (alcool et drogues) et les excès associés. Il présente des preuves de sa consommation excessive de médicaments : entre autres, le témoignage, confirmé par un prêtre, d'un vendeur de drogue affirmant en avoir livré à Alexander von Auersperg pour sa mère, et celui de l'écrivain Truman Capote. Ce dernier, ami de la victime, témoigne sous serment que Sunny von Bülow lui avait expliqué comment se faire des injections. Ce témoignage accrédite l’hypothèse d’une overdose accidentelle. La Cour suprême de Rhode Island casse alors la condamnation de Claus von Bülow. Un second procès a lieu en 1985, qui se conclut par l'acquittement de l'accusé.
L'affaire est alors close pénalement mais les enfants du premier mariage de Sunny von Bülow attaquent alors leur beau-père au civil. Ils lui réclament 60 millions de dollars de dédommagement. Les deux parties acceptent de négocier et aboutissent à une transaction. Les poursuites judiciaires sont arrêtées mais Claus von Bülow doit renoncer à sa part d'héritage, observer le silence sur l’affaire et divorcer de Sunny von Bülow. Il obtient néanmoins que sa fille Cosima conserve sa part d'héritage dans la succession de sa mère.

## Postérité de l'affaire

### Reversal of Fortune: le mystère von Bülow
Devenu célèbre grâce à la retentissante affaire von Bülow, Alan Dershowitz en fait un livre dans lequel il raconte sa stratégie de défense et ses convictions dans l'affaire. Le livre est un succès. En 1990, il est adapté au cinéma par Nicholas Kazan et Barbet Schroeder sous le titre Le Mystère von Bülow. Claus von Bülow et sa femme Sunny sont interprétés respectivement par Jeremy Irons et Glenn Close. Le film est un succès public et critique, contribuant à asseoir la postérité de l'affaire.
Après le tumulte de l'affaire Claus von Bülow quitte les États-Unis pour s’établir définitivement à Londres, où il décède le 25 mai 2019. Sa fille Cosima a toujours défendu son père dans l'accusation de la tentative d’assassinat de sa mère. Sunny von Bülow, elle, est morte le 6 décembre 2008, après avoir passé 28 années dans un coma dont elle ne s'est jamais réveillée.